# Göggenhofen
Göggenhofen ist ein Ortsteil von Aying im oberbayerischen Landkreis München.

## Geographie
Das Dorf liegt circa zwei Kilometer südlich von Aying an der Staatsstraße 2078 und hat (incl. Neugögg) 350 Einwohner (Stand 23. März 2023).

## Geschichte
Am 1. Mai 1978 wurde Göggenhofen als Teil der ehemaligen Gemeinde Helfendorf nach Aying eingegliedert.

## Baudenkmäler
Siehe: Liste der Baudenkmäler in Göggenhofen